# Great Coasters International
Great Coasters International, Inc. (GCI) ist ein amerikanischer Achterbahnhersteller, welcher sich auf den Bau und die Renovierung von Holzachterbahnen spezialisiert hat. Die Bahnen des Herstellers sind für ihre kurvigen Abfahrten, die verschlungene Streckenführung und hohe Geschwindigkeit bekannt.

## Geschichte
GCI wurde 1994 von Mike Boodley und Clair Hain gegründet. 1996 eröffnete die Firma mit der Wildcat im amerikanischen Hersheypark die erste Achterbahn. 2006 eröffnete mit Thunderbird im Powerland des finnischen PowerPark die erste Bahn des Herstellers in Europa.

## Achterbahnen

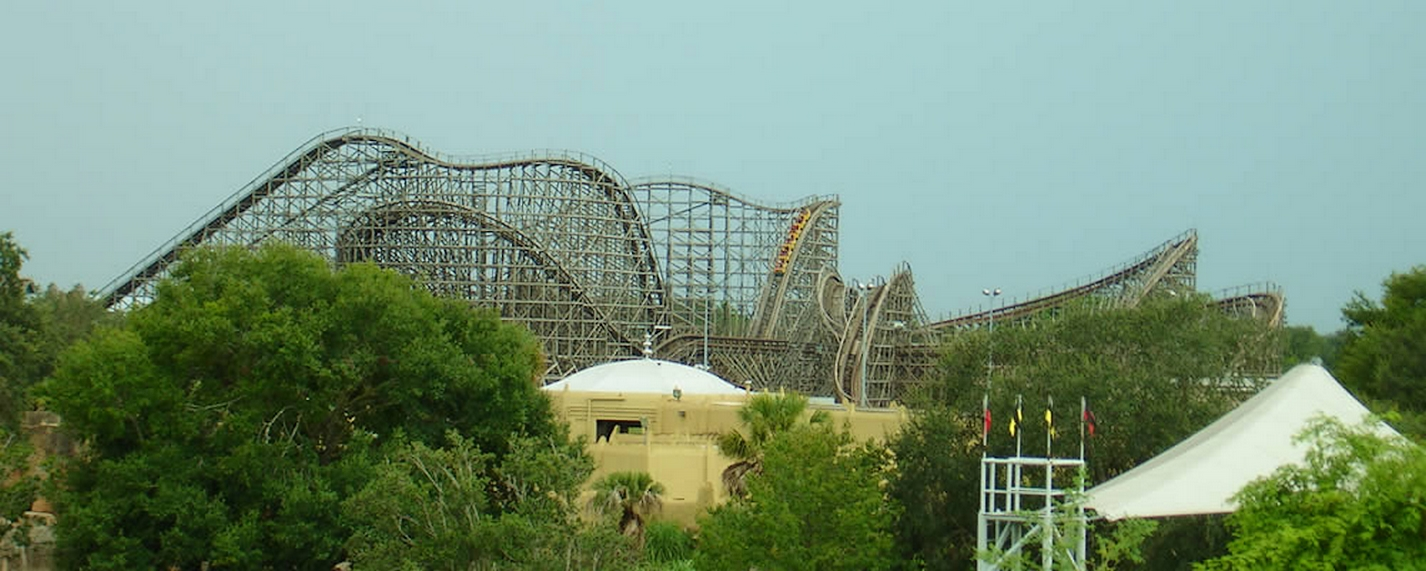
Gwazi in Busch Gardens Tampa

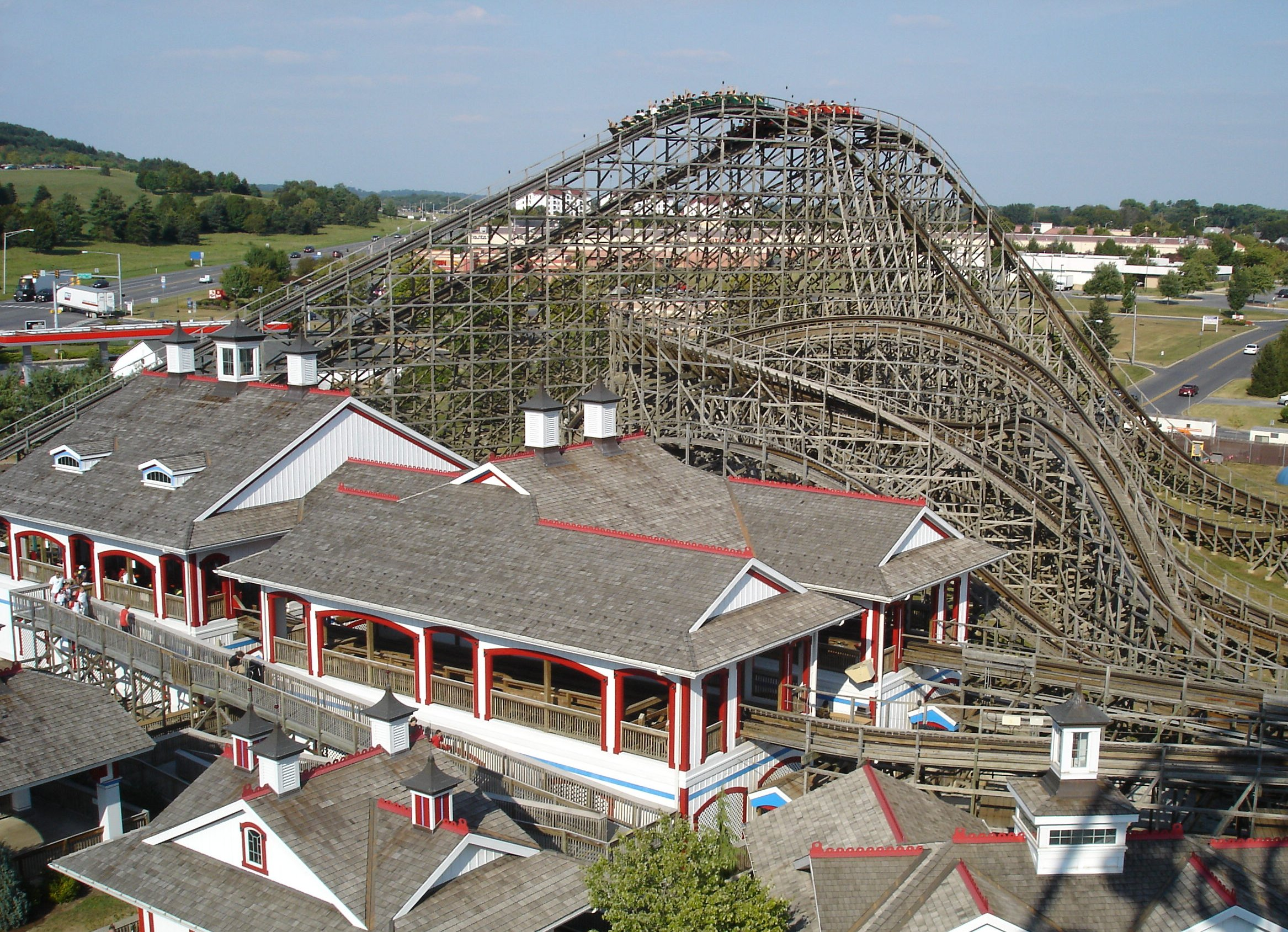
Lightning Racer im Hersheypark

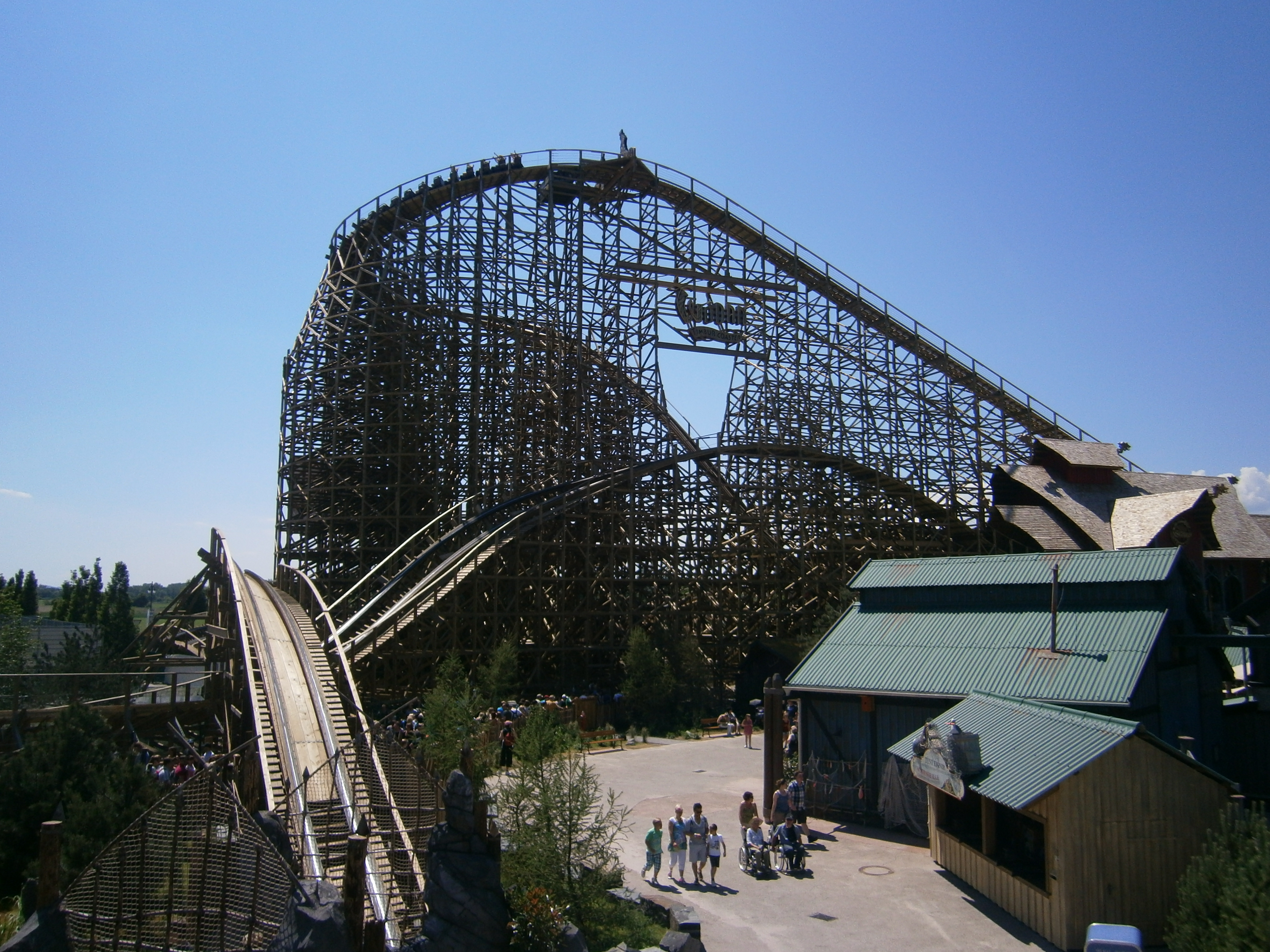
Wodan – Timburcoaster im Europa-Park

| Name                    | Typ                     | Park                                 | Land                         | Eröffnung     | Schließung |
| ----------------------- | ----------------------- | ------------------------------------ | ---------------------------- | ------------- | ---------- |
| Wildcat                 | Holzachterbahn          | Hersheypark                          | Vereinigte Staaten           | 1996          | 2022       |
| Roar                    | Holzachterbahn          | Six Flags America                    | Vereinigte Staaten           | 1998          |            |
| Roar                    | Holzachterbahn          | Six Flags Discovery Kingdom          | Vereinigte Staaten           | 1999          | 2015       |
| Gwazi                   | Doppelte Holzachterbahn | Busch Gardens Tampa Bay              | Vereinigte Staaten           | 1999          | 2015       |
| Lightning Racer         | Doppelte Holzachterbahn | Hersheypark                          | Vereinigte Staaten           | 2000          |            |
| Ozark Wildcat           | Holzachterbahn          | Celebration City                     | Vereinigte Staaten           | 2003          | 2008       |
| Thunderhead             | Holzachterbahn          | Dollywood                            | Vereinigte Staaten           | 2004          |            |
| Thunderbird             | Holzachterbahn          | PowerPark                            | Finnland                     | 2006          |            |
| Kentucky Rumbler        | Holzachterbahn          | Beech Bend Park                      | Vereinigte Staaten           | 2006          |            |
| Renegade                | Holzachterbahn          | Valleyfair!                          | Vereinigte Staaten           | 2007          |            |
| Troy                    | Holzachterbahn          | Toverland                            | Niederlande                  | 2007          |            |
| American Thunder        | Holzachterbahn          | Six Flags St. Louis                  | Vereinigte Staaten           | 2008          |            |
| El Toro                 | Holzachterbahn          | Freizeitpark Plohn                   | Deutschland                  | 2009          |            |
| Prowler                 | Holzachterbahn          | Worlds of Fun                        | Vereinigte Staaten           | 2009          |            |
| Apocalypse              | Holzachterbahn          | Six Flags Magic Mountain             | Vereinigte Staaten           | 2009          |            |
| Joris en de Draak       | Doppelte Holzachterbahn | Efteling                             | Niederlande                  | 2010          |            |
| Wood Coaster            | Holzachterbahn          | Knight Valley                        | Volksrepublik China          | 2011          |            |
| Wodan – Timburcoaster   | Holzachterbahn          | Europa-Park                          | Deutschland                  | 2012          |            |
| Gold Striker            | Holzachterbahn          | California’s Great America           | Vereinigte Staaten           | 2013          |            |
| White Lightning         | Holzachterbahn          | Fun Spot America                     | Vereinigte Staaten           | 2013          |            |
| Python in Bamboo Forest | Holzachterbahn          | Wanda City Theme Park                | Volksrepublik China          | 2015          |            |
| Python in Bamboo Forest | Holzachterbahn          | Nanchang Sunac Land                  | Volksrepublik China          | 2016          |            |
| Heidi The Ride          | Holzachterbahn          | Plopsaland Belgium                   | Belgien                      | 2017          |            |
| InvadR                  | Holzachterbahn          | Busch Gardens Williamsburg           | Vereinigte Staaten           | 2017          |            |
| Mystic Timbers          | Holzachterbahn          | Kings Island                         | Vereinigte Staaten           | 2017          |            |
| Great Desert-Rally      | Holzachterbahn          | Happy Valley (Chengdu)               | Volksrepublik China          | 2017          |            |
| Jerome's Wooden Dragon  | Holzachterbahn          | Happy Valley (Chongqing)             | Volksrepublik China          | 2017          |            |
| Wicker Man              | Holzachterbahn          | Alton Towers                         | Vereinigtes Königreich       | 2018          |            |
| Werewolf                | Holzachterbahn          | Majaland Kownaty                     | Polen                        | 2019          |            |
| Texas Stingray          | Holzachterbahn          | SeaWorld San Antonio                 | Vereinigte Staaten           | 2020          |            |
| Roaring Timbers         | Holzachterbahn          | Sun World Hon Thom – Exotica Village | Vietnam                      | 2022          |            |
| Zambezi Zinger          | Holzachterbahn          | Worlds of Fun                        | Vereinigte Staaten           | 2023          |            |
| Unbekannt               | Holzachterbahn          | Happy Valley Xi'an                   | Volksrepublik China          | 2023 (im Bau) |            |
| Hala Madrid             | Holzachterbahn          | Real Madrid World                    | Vereinigte Arabische Emirate | 2024          |            |
| Mad Racers              | Holzachterbahn          | Fantasy Valley                       | Volksrepublik China          | 2024 (im Bau) |            |
| Colossus                | Holzachterbahn          | Six Flags Qiddiya City               | Saudi-Arabien                | 2025 (im Bau) |            |
| Wild Buffalo            | Holzachterbahn          | Mer de Sable                         | Frankreich                   | 2025          |            |
| Unbekannt               | Holzachterbahn          | Isla Mágica                          | Spanien                      | 2026 (im Bau) |            |